# Stabilitätspakt für Südosteuropa

Die Staaten Südosteuropas und das weitere Einflussgebiet

Der Stabilitätspakt für Südosteuropa war ein Versuch der internationalen Staatengemeinschaft, die Bemühungen um Frieden in Südosteuropa zu bündeln und zu koordinieren. Der Pakt bildete nach dem Vertrag von Dayton 1995 und nach dem Ende der NATO-Intervention in Serbien (damals „Bundesrepublik Jugoslawien“) 1999 zum ersten Mal ein Instrument der internationalen Gemeinschaft, das ein umfassendes, aktives Herangehen an die Probleme der Region unterstützen und koordinieren sollte. Er war evolutiv angelegt und damit stark vom Interesse seiner Teilnehmer an der Zielverwirklichung abhängig. Als effektive Mittel des Stabilitätspakts dienten Stabilisierungs- und Assoziierungsabkommen.
Der Pakt wurde am 10. Juni 1999 in Köln beschlossen und am 30. Juli 1999 in Sarajevo von den Staats- und Regierungschefs der Teilnehmerstaaten bekräftigt. Am 27. Februar 2008 wurde der Stabilitätspakt durch den Regionalen Kooperationsrat für Südosteuropa (SEECP) abgelöst.

## Vorgänger
- Royaumont-Prozess (1996)
- Südosteuropäische Kooperationsinitiative (SECI) (1996)
- Südosteuropäischer Kooperationsprozess (SEECP) (1996, wurde 2008 dann auch der Nachfolger)
- Treffen der Staatschefs auf dem Petersberg im April 1999: Initiative von Joschka Fischer zur Gründung eines Stabilitätspakts mit aktiver Unterstützung der EU
- EU-Gipfel und G8-Gipfel in Köln im Juni 1999
- Errichtung des Pakts in Sarajevo im Juli 1999

## Teilnehmer

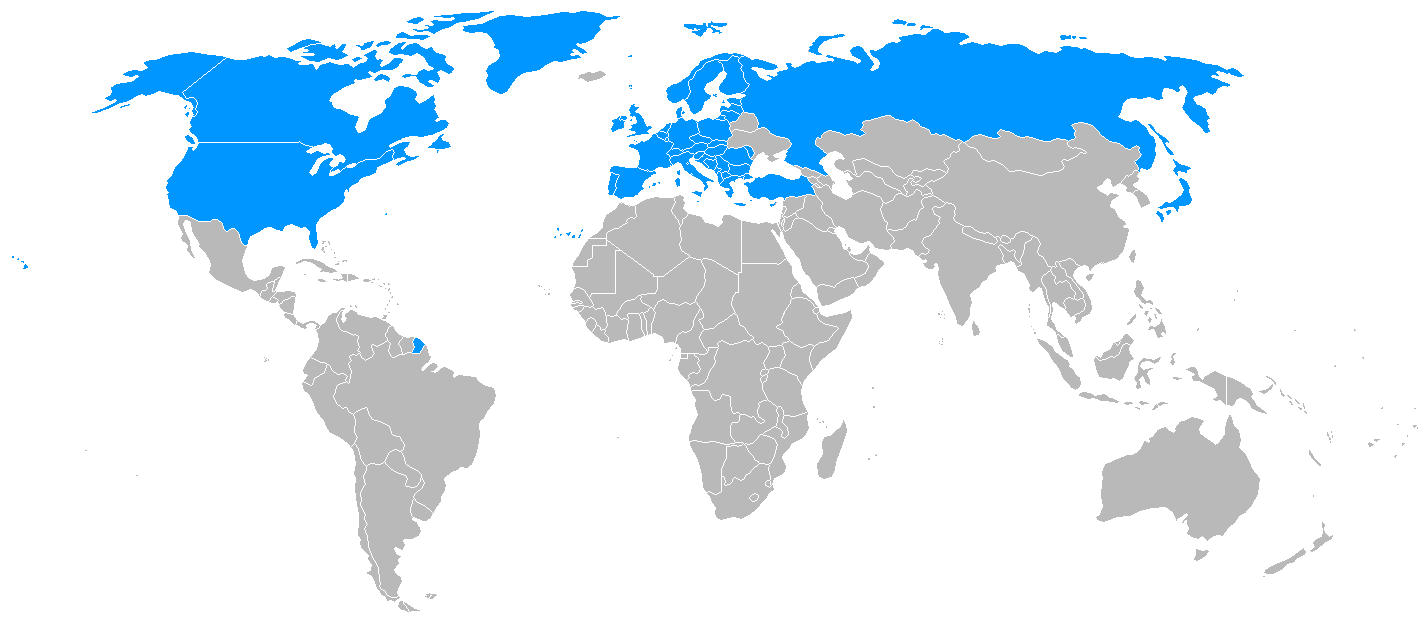
Teilnehmerstaaten am Stabilitätspakt für Südosteuropa

Staaten, die am Pakt beteiligt sind:
- alle EU-Mitgliedsstaaten
- Albanien
- Bosnien und Herzegowina
- Nordmazedonien
- Moldau
- Montenegro
- Serbien
- Japan
- Kanada
- Norwegen
- Russland
- Schweiz
- Türkei
- Vereinigte Staaten

Außerdem beteiligen sich folgende Organisationen
- die Europäische Bank für Wiederaufbau- und Entwicklungshilfe
- die Europäische Investitionsbank
- die Europäische Kommission
- der Europarat
- der Hohe Kommissar für Flüchtlinge der Vereinten Nationen (UNHCHR)
- der IWF
- die NATO
- die OECD
- die OSZE-Präsidentschaft
- die Vereinten Nationen